# Михайло Сава
Михайло Сава (нар. 3 вересня 1991) — молдовський борець вільного стилю, бронзовий призер чемпіонату світу.

## Життєпис
Боротьбою почав займатися з 2001 року. У 2014 році став бронзовим призером чемпіонату світу серед студентів. Через 2 роки на цих же змаганнях піднявся сходинкою вище.
Виступавє за борцівський клуб «Вікторія» Кишинів. П'ятиразовий чемпіон Молдови. Тренери — Думітру Сава, Руслан Бодіштяну.

## Спортивні результати на міжнародних змаганнях

### Виступи на Чемпіонатах світу
| Змагання                        | Збірна  | Вагова категорія          | Місце  |
| ------------------------------- | ------- | ------------------------- | ------ |
| Чемпіонат світу з боротьби 2013 | Молдова | вільна боротьба, до 66 кг | 22     |
| Чемпіонат світу з боротьби 2014 | Молдова | вільна боротьба, до 65 кг | Бронза |
| Чемпіонат світу з боротьби 2015 | Молдова | вільна боротьба, до 65 кг | 32     |
| Чемпіонат світу з боротьби 2016 | Молдова | вільна боротьба, до 70 кг | 9      |
| Чемпіонат світу з боротьби 2017 | Молдова | вільна боротьба, до 70 кг | 25     |
| Чемпіонат світу з боротьби 2018 | Молдова | вільна боротьба, до 70 кг | 16     |

### Виступи на Чемпіонатах Європи
| Змагання                         | Збірна  | Вагова категорія          | Місце |
| -------------------------------- | ------- | ------------------------- | ----- |
| Чемпіонат Європи з боротьби 2013 | Молдова | вільна боротьба, до 66 кг | 5     |
| Чемпіонат Європи з боротьби 2017 | Молдова | вільна боротьба, до 70 кг | 8     |

### Виступи на Європейських іграх
| Змагання              | Збірна  | Вагова категорія          | Місце |
| --------------------- | ------- | ------------------------- | ----- |
| Європейські ігри 2015 | Молдова | вільна боротьба, до 65 кг | 8     |

### Виступи на інших змаганнях
| Змагання                                                         | Збірна  | Вагова категорія          | Місце  |
| ---------------------------------------------------------------- | ------- | ------------------------- | ------ |
| Турнір Дана Колова — Ніколи Петрова 2013                         | Молдова | вільна боротьба, до 66 кг | 10     |
| Меморіал Іона Корнеану 2013                                      | Молдова | вільна боротьба, до 66 кг | Срібло |
| Меморіал Вацлава Циолковського 2013                              | Молдова | вільна боротьба, до 66 кг | 16     |
| Турнір Алі Алієва 2014                                           | Молдова | вільна боротьба, до 65 кг | 18     |
| Чемпіонат світу з боротьби серед студентів 2014                  | Молдова | вільна боротьба, до 65 кг | Бронза |
| Турнір Олександра Медведя 2015                                   | Молдова | вільна боротьба, до 65 кг | 10     |
| Турнір Яшара Догу 2015                                           | Молдова | вільна боротьба, до 65 кг | 7      |
| Турнір «Олімпія» 2015                                            | Молдова | вільна боротьба, до 70 кг | Срібло |
| Меморіал Іона Корнеану 2015                                      | Молдова | вільна боротьба, до 65 кг | Золото |
| Турнір Дана Колова — Ніколи Петрова 2016                         | Молдова | вільна боротьба, до 70 кг | 5      |
| Олімпійський кваліфікаційний турнір з боротьби 2016 (Улан-Батор) | Молдова | вільна боротьба, до 65 кг | 16     |
| Чемпіонат світу з боротьби серед студентів 2016                  | Молдова | вільна боротьба, до 65 кг | Срібло |
| Київський Міжнародний турнір з боротьби 2017                     | Молдова | вільна боротьба, до 70 кг | 7      |
| Турнір Дана Колова — Ніколи Петрова 2017                         | Молдова | вільна боротьба, до 70 кг | 5      |
| Меморіал Вацлава Циолковського 2017                              | Молдова | вільна боротьба, до 70 кг | Бронза |
| Турнір Дана Колова — Ніколи Петрова 2018                         | Молдова | вільна боротьба, до 70 кг | 9      |
| Меморіал Вацлава Циолковського 2018                              | Молдова | вільна боротьба, до 70 кг | 11     |
| Меморіал Іона Корнеану і Ладислава Сімона 2018                   | Молдова | вільна боротьба, до 70 кг | Бронза |
| Кубок Ахмата Кадирова 2018                                       | Молдова | команда                   | Бронза |

### Виступи на змаганнях молодших вікових груп
| Змагання                                      | Збірна  | Вагова категорія          | Місце |
| --------------------------------------------- | ------- | ------------------------- | ----- |
| Чемпіонат світу з боротьби серед юніорів 2010 | Молдова | вільна боротьба, до 66 кг | 20    |